# Minrecordit
Minrecordit ist ein sehr selten vorkommendes Mineral aus der Mineralklasse der „Carbonate und Nitrate“ mit der chemischen Zusammensetzung CaZn[CO3]2 und damit chemisch gesehen ein Calcium-Zink-Carbonat.
Minrecordit kristallisiert im trigonalen Kristallsystem und entwickelt durchscheinende, farblose oder weiße, rhomboedrische Kristalle von etwa 0,5 mm Größe. Oft sehen diese Kristalle mosaik- oder sattelförmig aus, sind vielfach verzwillingt und zeigen auf den Kristallflächen einen glas- bis perlmuttähnlichen Glanz.

## Etymologie und Geschichte
Erstmals entdeckt wurde Minrecordit in der Tsumeb Mine in Namibia und beschrieben 1982 durch Carlo G. Garavelli, Filippo Vurro, Gian Carlo Fioravanti. Benannt wurde das Mineral nach dem Magazin The Mineralogical Record.
Das Typmaterial des Minerals wird im Mineralogischen Institut der Universität Bari in der gleichnamigen italienischen Gemeinde unter der Katalog-Nr. HO-4/81 aufbewahrt.

## Klassifikation
Da der Minrecordit erst 1980 als eigenständiges Mineral anerkannt und dies 1982 publiziert wurde, ist er in der veralteten 8. Auflage der Mineralsystematik nach Strunz nicht verzeichnet. Einzig im zuletzt 2018 aktualisierten „Lapis-Mineralienverzeichnis“, das sich aus Rücksicht auf private Sammler und institutionelle Sammlungen noch nach dieser klassischen Systematik von Karl Hugo Strunz richtet, erhielt das Mineral die System- und Mineral-Nr. V/B.03-40. In der „Lapis-Systematik“ entspricht dies der Klasse der „Nitrate, Carbonate und Borate“ und dort der Abteilung „Wasserfreie Carbonate [CO3]2−, ohne fremde Anionen“ entspricht, wo Minrecordit zusammen mit Ankerit, Benstonit, Dolomit, Huntit, Kutnohorit und Norsethit die „Dolomit-Gruppe“ bildet.
Die seit 2001 gültige und von der International Mineralogical Association (IMA) bis 2009 aktualisierte 9. Auflage der Strunz’schen Mineralsystematik ordnet den Minrecordit ebenfalls in die Abteilung der „Carbonate ohne zusätzliche Anionen; ohne H2O“ ein. Diese ist allerdings weiter unterteilt nach der Zugehörigkeit der beteiligten Kationen zu bestimmten Elementgruppen, so dass das Mineral entsprechend seiner Zusammensetzung in der Unterabteilung „Erdalkali- (und andere M2+) Carbonate“ zu finden ist, wo es nur noch zusammen mit Ankerit, Dolomit und Kutnohorit die „Dolomitgruppe“ mit der System-Nr. 5.AB.10 bildet.
Auch die vorwiegend im englischen Sprachraum gebräuchliche Systematik der Minerale nach Dana ordnet den Minrecordit in die Klasse der „Carbonate, Nitrate und Borate“ und dort in die Abteilung der „Wasserfreien Carbonate“ ein. Hier ist er in der „Dolomitgruppe (Trigonal: R3)“ mit der System-Nr. 14.02.01 innerhalb der Unterabteilung „Wasserfreie Carbonate mit der Formel A+B2+(CO3)2“ zu finden.

## Kristallstruktur
Minrecordit kristallisiert trigonal in der Raumgruppe R3 (Raumgruppen-Nr. 148) mit den Gitterparametern a = 4,82 Å und c = 16,03 Å sowie drei Formeleinheiten pro Elementarzelle.

## Bildung und Fundorte

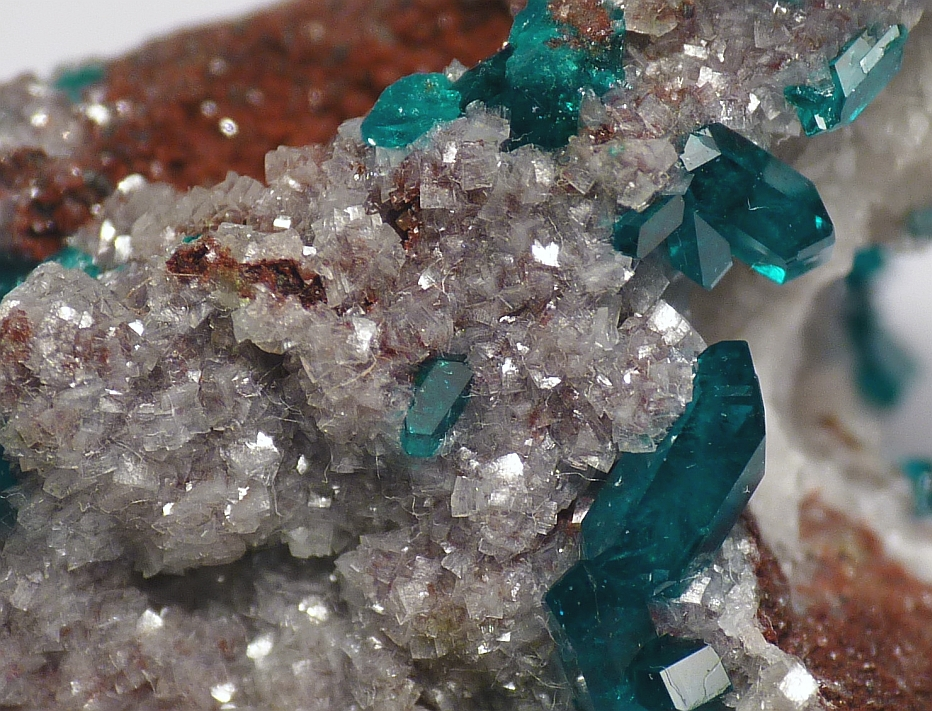
Minrecordit und Dioptas aus der Tsumeb Mine, Namibia (Sichtfeld 6 mm)

Minrecordit bildet sich durch hydrothermale Vorgänge in dolomitisch dominierten, polymetallischen Erz-Lagerstätten. Als Begleitminerale treten je nach Fundort unter anderem Calcit, Cerussit, Dioptas, zinkhaltiger Dolomit, Duftit, Malachit, Melnikovit, Pyrit, Quarz und Sphalerit.
Als sehr selten vorkommende Mineralbildung ist Minrecordit nur in wenigen Proben von weniger als 10 Fundorten bekannt geworden. Seine Typlokalität „Tsumeb Mine“ ist dabei der bisher einzige Fundort in Namibia. Ein weiterer möglicher Fundort im Talemzane-Meteoritenkrater in Algerien konnte bisher nicht bestätigt werden.
In Europa konnte Minrecordit bisher nur in der Blei-Zink-Grube Navan nahe dem gleichnamigen Ort in der irischen Grafschaft Meath und bei Olkusz in Polen nachgewiesen werden. Die Mina da Preguiça bei Sobral da Adiça in Portugal ist als möglicher weiterer Fundort noch nicht bestätigt.
Auf dem amerikanischen Doppelkontinent fand sich das Mineral bisher in Mineralproben aus dem Bohrloch M-5-00 bei Wellburns Creek in der kanadischen Provinz Manitoba, bei Annapolis im Iron County (Missouri) und in der Centennial Eureka Mine bei Eureka (Utah) in den USA, in der Sierra Mojada im gleichnamigen Municipio im mexikanischen Bundesstaat Coahuila und in einer Kalksteingrube mit Cu-Zn-Pb-Ag-Mineralisation bei Cerro de Pasco im Distrikt Simón Bolívar der peruanischen Region Pasco.
Der bisher einzige bekannte Fundort im asiatischen Raum ist eine polymetallische Gold-Silber Vererzung bei Penjom im Distrikt Raub (Pahang) in Malaysia.